# Gasgevær
Et gasgevær er et selvladende gevær, der lades ved hjælp af krudtgassens tryk i løbet. Det modsatte af et rekylgevær.
| Militær | Spire Denne artikel om militær er en spire som bør udbygges. Du er velkommen til at hjælpe Wikipedia ved at udvide den. |